# Atak umarłych
Atak umarłych (ros. Атака мертвецов) – termin publicystyczny powszechnie używany w literaturze rosyjskiej i rzadziej w polskiej na określenie kontrataku 13. kompanii 226 Ziemlianskiego Pułku Piechoty przeprowadzonego 6 sierpnia 1915 roku podczas obrony twierdzy Osowiec w Królestwie Polskim na froncie wschodnim I wojny światowej. Grupa rosyjskich żołnierzy przeżyła niemiecki atak gazowy i ostatkiem sił ruszyła do kontrnatarcia, wywołując panikę w szeregach wielokrotnie liczniejszego wroga, który porzucił szturm i w nieładzie wrócił na pozycje wyjściowe. W rezultacie lokalnej potyczki załamała się cała niemiecka ofensywa na kierunku Osowca. Zdarzenie to stało się symbolem męstwa i niezłomności rosyjskiego żołnierza, który zawsze walczy do końca.

## Miejsce wydarzeń
Twierdze Osowiec i Modlin (Nowogieorgiewsk) były ważnymi ośrodkami obrony „worka polskiego”, jak w ówczesnym żargonie wojskowym nazywano wysunięte daleko na zachód i zagrożone z flanki północnej oraz południowej terytorium Królestwa Polskiego.
Twierdza Osowiec (Ossowitz na mapach niemieckich) była systemem czterech fortów w zakolu Biebrzy. Trzy z nich było połączonych transzejami. Twierdza osłaniała linię kolejową Ełk – Grajewo – Białystok oraz drogę do Białegostoku, ważny regionalny węzeł komunikacyjny.
Główne umocnienia i artyleria forteczna znajdowały się na wschodnim brzegu rzeki. Na bagnistym zachodnim brzegu, pod osłoną dział fortecznych, na odległość 2–2,5 km rozciągała się wysunięta pozycja Sosnienskaja, przechodząca z północy na południe wzdłuż linii Białogrądy – Sojczynek. To właśnie ta pozycja była głównym kierunkiem poprzedniego generalnego szturmu na twierdzę w lutym – marcu 1915 roku i również na niej rozegrały się opisane poniżej wydarzenia.

## Przebieg wydarzeń

Przebieg działań wojennych na pozycji Sosnienskiej 6 sierpnia 1915

Do nowego ataku na Osowiec przydzielono 11 Dywizję Landwehry. Na głównym kierunku, wzdłuż szosy i linii kolejowej, rozlokowano 18 Pułk, wzmocniony oddziałami marszowymi. Na południu miał zaatakować 76 Pułk. Dla powodzenia operacji na froncie obu pułków zdecydowano się na zmasowany atak gazowy z użyciem chloru zmieszanego z bromem. Reszta dywizji na północy i północnym wschodzie miała wesprzeć główne natarcie, wiążąc siły rosyjskie atakami pozorowanymi.

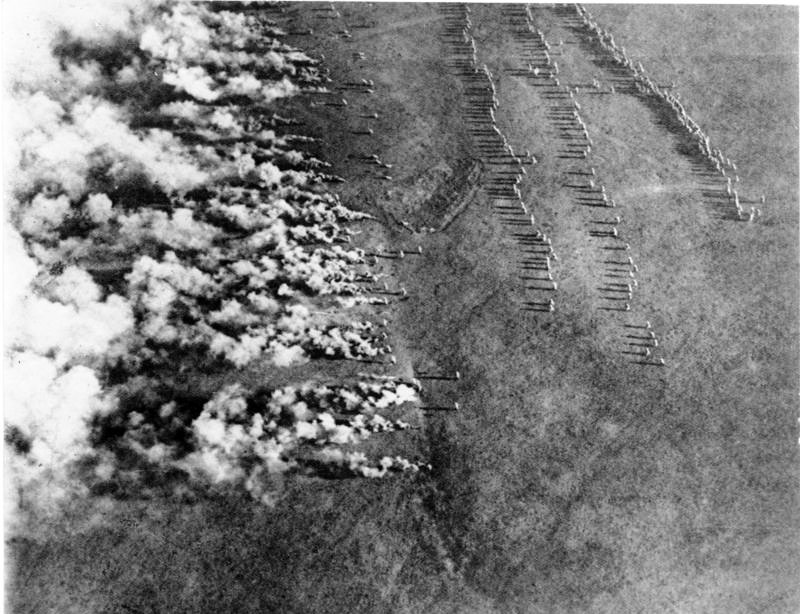
Niemiecki atak gazowy z perspektywy rosyjskiego samolotu na froncie wschodnim w 1916 roku

O świcie, który nastąpił o godz. 4:00 rano 6 sierpnia 1915 roku, z wiatrem tylnym wzdłuż całego frontu ataku, rozpoczęto uwolnienie chloru i bromu z wcześniej rozmieszczonych 30 baterii butli gazowych. Szacuje się, że gaz ostatecznie przeniknął na głębokość 20 km w głąb rosyjskich pozycji, zachowując swoje niszczące działanie do głębokości 12 km i do 12 metrów wysokości .
Wobec braku skutecznych środków ochrony przed gazem (wówczas rosyjscy żołnierze nie nosili jeszcze masek przeciwgazowych) wynik ataku gazowego był druzgocący: 9., 10. i 11. kompania Pułku Ziemlianskiego zostały całkowicie unicestwione, tylko około 40 osób pozostało w szeregach 12. kompanii w reducie centralnej; z trzech kompanii w Białogrądach – około 60 żołnierzy. Niemal wszystkie okopy na pierwszej i drugiej linii obrony pozycji Sosnienskiej pozostały bez obrońców. W ślad za gazami bojowymi, niemiecka artyleria konwencjonalna rozpoczęła ostrzał twierdzy i położyła ogień zaporowy dla swojej piechoty, która pod jego osłoną ruszyła do ataku. Artyleria twierdzy w początkowej fazie bitwy nie mogła skutecznie prowadzić ognia, bo wpadła pod zbliżającą się falę gazu. W sumie w Osowcu wyłączonych z akcji zostało ponad 1600 żołnierzy, praktycznie cały garnizon został w różnym stopniu otruty.

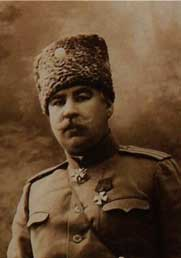
Konstantin Katajew, dowódca 226 Ziemlianskiego Pułku Piechoty

Tłumiąc sporadyczny opór, pododdziały 18 Pułku szybko pokonały pierwszą i drugą linię drutu kolczastego, zajęły ważny taktycznie ufortyfikowany punkt zwany „Podwórkiem Leonowa” i zaczęły przemieszczać się w dół linii kolejowej w stronę mostu Rudzkiego. Jedyną rezerwą na samej pozycji Sosnienskiej pozostawała kompania pospolitego ruszenia, ale nawet połowa jej personelu poniosła śmierć w ataku gazowym, a zdemoralizowane resztki kompanii nie mogły przeprowadzić skutecznego kontrataku.
Nieco lepiej wyglądała sytuacja na południu. Co prawda 76 Pułk Landwehry szybko zajął opuszczoną pozycję Sosnienską, ale posuwał się zbyt szybko i wszedł w opary własnego gazu bojowego, wskutek czego poniósł znaczne straty, po czym został chwilowo zatrzymany przez ogień resztek 12. kompanii przy reducie centralnej.
Powstało realne zagrożenie, że Niemcy zajmą most Rudzki, co oznaczałoby odcięcie całej obrony na zachód od twierdzy i ostateczną utratę pozycji Sosnienskiej. W tej sytuacji komendant twierdzy generał-porucznik Nikołaj Brżozowski polecił zorganizować ostrzał artyleryjski zajętych już przez wroga sektorów pozycji Sosnienskiej i kontratakować na bagnety „każdemu, kto może”. Do kontrataku ruszyły resztki 8. i 13. kompanii (około połowy pierwotnego składu) oraz 14. kompanii, która została przeniesiona z twierdzy.

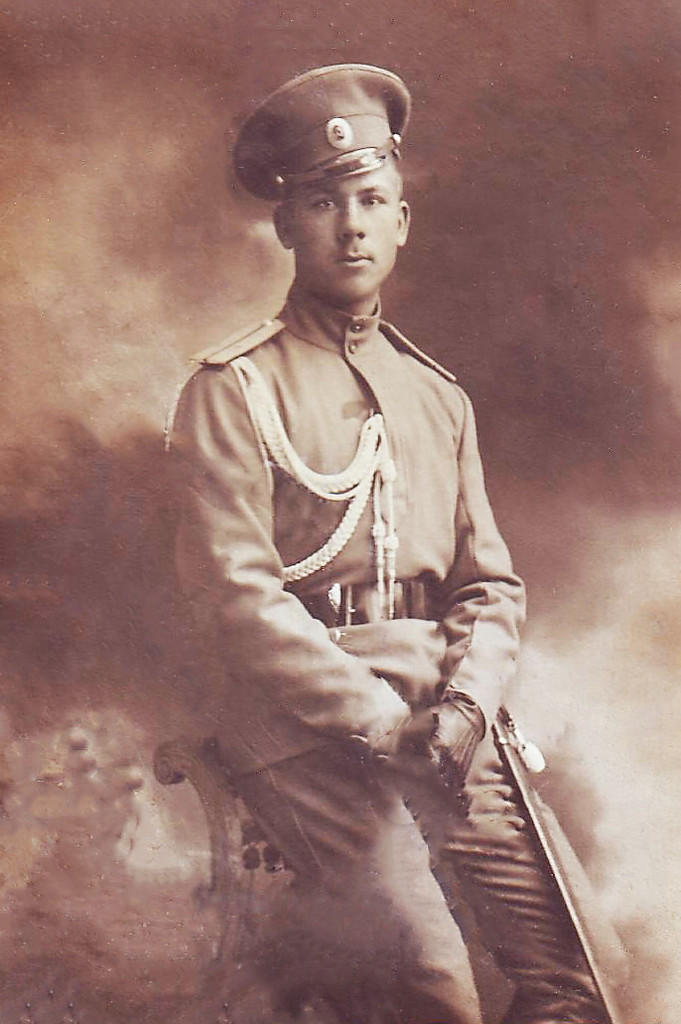
Ppor. Władimir Kotlinski, który prowadził „atak umarłych”

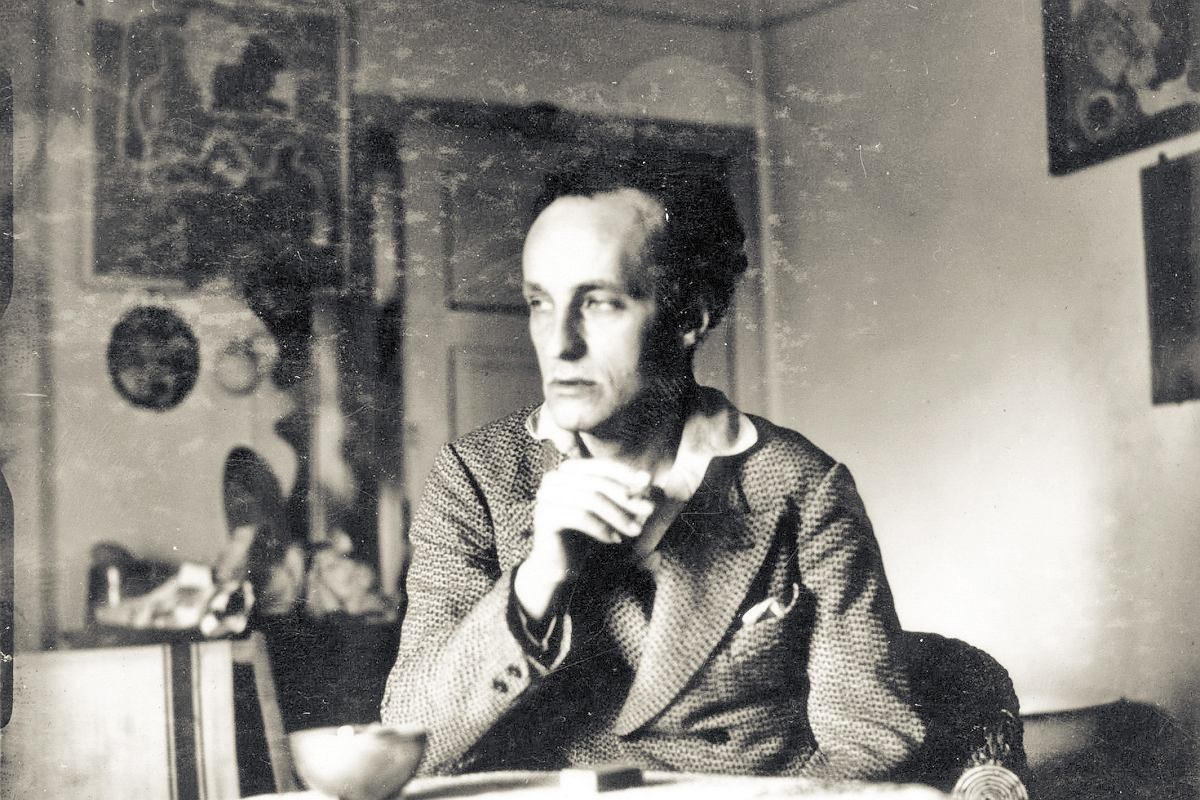
Ppor. Władysław Strzemiński, który zakończył „atak umarłych”

13. kompania pod dowództwem podporucznika Władimira Kotlinskiego kontratakowała wzdłuż linii kolejowej przeciwko pododdziałom 18 Pułku i zmusiła je do ucieczki. W czasie ataku śmiertelnie ranny został ppor. Kotliński, a dowództwo przekazał podporucznikowi 2. kompanii saperów z twierdzy Osowiec, Polakowi Władysławowi Strzemińskiemu, który pomimo ciężkiego zatrucia gazem, wraz z powierzonymi mu resztkami kompanii, doprowadził kontratak do końca, odbijając 1. i 2. odcinek pozycji Sosnienskiej.
W tym samym czasie 8. i 14. kompania odblokowały redutę centralną i wraz z żołnierzami 12. kompanii zepchnęły nieprzyjaciela z powrotem na pozycje wyjściowe. Do godziny 8:00 rano została przywrócona sytuacja sprzed rozpoczęcia niemieckiego ataku. O godzinie 11:00 przed południem zakończył się ostrzał twierdzy, co było zakończeniem nieudanego szturmu.

Oficjalne podsumowania pokrótce zgłoszone: 

W Osowcu nieprzyjaciel o świcie, otwierając zmasowany ogień i wypuszczając duże chmury trujących gazów, rozpoczął szturm na twierdzę, zdobył fortyfikacje pozycji Sosnienskiej, ale został wybity prowadzonym zewsząd ogniem i kontratakami

W tym samym roku gazety „Russkoje Słowo” i „Pskowskaja Żyzń” opublikowały wspomnienia jednego z bezpośrednich uczestników obrony Osowca, który w odniesieniu do kontrataku z dnia 6 sierpnia mówił: 

Nie potrafię opisać goryczy i wściekłości, z jaką nasi żołnierze szli przeciwko niemieckim trucicielom. Silny ogień karabinów i karabinów maszynowych, gęsto rozrywające się odłamki pocisków nie mogły powstrzymać naporu rozwścieczonych żołnierzy.
Wyczerpani, zatruci, biegli tylko w celu zmiażdżenia Niemców. Nikt nie zostawał w tyle, nikogo nie trzeba było poganiać. Nie było pojedynczych bohaterów, kompanie działały jak jedna osoba, ożywione tylko jednym celem, jedną myślą: umrzeć, ale zemścić się na nikczemnych trucicielach. (…)
Niemcy nie mogli znieść szaleńczego ataku naszych żołnierzy i w panice rzucili się do ucieczki. Nie zdążyli nawet zabrać lub zniszczyć naszych karabinów maszynowych, które trzymali już w swoich rękach

Zaskoczenie, jakie wywołał u Niemców kontratak obrońców twierdzy opisuje także książka M. Swiecznikowa i W. Buniakowskiego, wydana w 1917 roku: 

Niemieccy jeńcy, wzięli do niewoli podczas bitwy zeznawali, że od najwyższych dowódców do ostatniego szeregowca niemieckiej dywizji, która napadła na twierdzę, mieli pewność, że dla garnizonu nie ma ratunku, że nic nie oprze się sile trującego gazu. Pewność, że cały garnizon zginie od gazu, była tak wielka, że Niemcy wcześniej zaangażowali kilka kompanii do pochówku zmarłych, wszystkie wozy były zaprzęgnięte i gotowe do wjazdu do Osowca. Dlatego pierwszy strzał, a potem coraz silniejszy ogień ciężkiej artylerii zrobiły na nich wstrząsające wrażenie

Podporucznik Władimir Kotlinski, który dowodził kontratakiem 13. kompanii, został pośmiertnie odznaczony Orderem Świętego Jerzego IV stopnia. Później jego prochy zostały zabrane przez matkę i ponownie pochowane na rodzinnym cmentarzu w Pskowie.
Order św. Jerzego otrzymał także podporucznik Władysław Strzemiński.
Wkrótce po bitwie wojska rosyjskie zostały zmuszone do opuszczenia Osowca: twierdzy groziło okrążenie po zdobyciu Kowna i Modlina przez wojska niemieckie. Rosjanie zniszczyli większość umocnień i wycofali się 18 sierpnia.

## Bitwa w historiografii i publicystyce

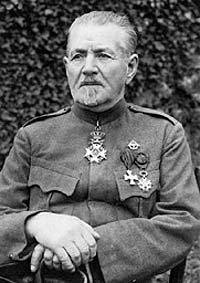
Komendant twierdzy Osowiec generał porucznik Nikołaj Brżozowski

Po raz pierwszy wyrażenie „atak umarłych” przy opisie kontrataku 13. kompanii 226 Ziemlianskiego Pułku Piechoty zostało użyte w pracy Siergieja Chmielkowa Bor’ba za Osowiec (Walka o Osowiec), opublikowanej przez Wydawnictwo Wojskowe w 1939 roku. Autor był bezpośrednim uczestnikiem opisywanych wydarzeń, a w ZSRR pełnił funkcję kierownika katedry fortyfikacji lądowych i obszarów umocnionych Wojskowej Akademii Inżynieryjnej oraz obronił swoją dysertację profesorską na temat obrony twierdzy Osowiec. Wydana w 1939 roku książka jest skróconą i poprawioną wersją dysertacji. Chmielkow pisze w niej: 

13. i 8. kompanie, tracąc do 50% otrutych żołnierzy, rozlokowały się po obu stronach linii kolejowej i rozpoczęły kontratak; 13. kompania, spotykając się z elementami 18 Pułku Landwehry, rzuciła się na bagnety z okrzykiem „Ura!”. Ten atak „umarłych”, jak relacjonuje naoczny świadek bitwy, tak zadziwił Niemców, że ci nie przyjęli walki i rzucili się do ucieczki, wielu Niemców zginęło na drucie kolczastym przed drugą linią okopów od ognia artylerii z twierdzy

Na ogół w ZSRR badanie i opisywanie konkretnych wyczynów „armii carskiej” w „wojnie imperialistycznej” nie było mile widziane, a prace wykraczające poza czysto techniczną analizę strategii i taktyki należały do rzadkości. W dwutomowej „Historii I wojny światowej” z 1975 roku nie wyodrębniono osobno obrony Osowca, która została włączona do bardziej ogólnych działań ofensywnych armii niemieckiej na tym kierunku. Stwierdza się tylko, że „wielkim zainteresowaniem jest wpływ na działania wojenne obrony wojsk twierdz Osowiec i Modlin, które obejmując flanki 12 i 1 Armii rosyjskiej, krępowały swobodę operacyjną niemieckiego dowództwa”, choć wspomina się, że „żołnierze rosyjscy wykazali się taką stanowczością i wytrwałością, że zadziwili wroga”. Szczegóły ataku zostały omówione bardziej szczegółowo w artykule w „Wojenno-istoriczeskom żurnalie” z 1984 roku. Nie używając samego wyrażenia „atak umarłych” autor pisze: „Decydujące działania na wpół zagazowanych żołnierzy rosyjskich tak zadziwiły Niemców, że ci nie pogodzili się z sytuacją i zaczęli wycofywać się na swoją pozycję wyjściową”.

Samo określenie „atak umarłych” (obydwa słowa w cudzysłowie, a nie atak „umarłych”, jak u Chmielkowa) należy prawdopodobnie do dziennikarza Władimira Woronowa z miesięcznika „Sowierszenno siekrietno”. W swoim artykule z 2009 roku, przygotowanym na 95. rocznicę wybuchu I wojny światowej, pisze on: 

Ale kiedy niemieckie szeregi zbliżyły się do okopów, z gęstej zielonej mgły chloru... runęła na nich kontratakująca piechota rosyjska. Widok był przerażający: żołnierze szli na bagnety z twarzami owiniętymi szmatami, trzęsący się z okropnego kaszlu, dosłownie wypluwający kawałki płuc na zakrwawione gimnastiorki. Były to pozostałości 13. kompanii 226 Ziemlianskiego Pułku Piechoty, nieco ponad 60 osób. Ale pogrążyli wroga w takim przerażeniu, że niemieccy piechurzy, nie przyjmując walki, rzucili się do ucieczki, tratując się nawzajem i zawieszając się na własnym drucie kolczastym (…) Ta bitwa przejdzie do historii jako „atak umarłych”

Artykuł Woronowa nie wywołał szerokiego odzewu. Jednak w 2011 roku w pierwszym numerze magazynu „Brat” ukazał się artykuł Artioma Denisowa Osowiec. Ataka miertwiecow (Osowiec. Atak umarłych), w którym ten sam epizod został opisany następująco: 

Kiedy jednak niemieckie szeregi zbliżyły się do rosyjskich okopów, pozostali przy życiu obrońcy – niedobitki 8. i 13. kompanii, nieco ponad 100 osób – powstali na ich spotkanie w kontrataku na bagnety z okrzykiem, a raczej z grzechotem „Ura!”. Ledwie stojąc na nogach, podjęli jednak walkę, która, jak się wydawało, była już przegrana. Wyglądali okropnie. Ze śladami po oparzeniach chemicznych na twarzach, owinięci szmatami, kaszlali krwią, dosłownie wypluwając kawałki płuc na zakrwawione gimnastiorki

To właśnie wraz z tą publikacją rozpoczęło się szybkie rozprzestrzenianie się w Internecie terminu „atak umarłych” i powtarzanie historii umierającej rosyjskiej kompanii, która zmusiła cały niemiecki pułk do ucieczki. Oprócz przedruków na licznych blogach, cytaty z artykułu Denisowa pojawiły się w Wikipedii i na wielu forach internetowych, zarówno w języku rosyjskim, jak i angielskim.

## Pamięć
W 2013 roku piosenkarka dziecięca Waria Striżak zaśpiewała na temat „ataku umarłych” piosenkę Russkije nie sdajutsja (pol. Rosjanie się nie poddają), do której nakręcono teledysk z inscenizacją bitwy, w którym w role rosyjskich żołnierzy wcielili się członkowie petersburskiego klubu wojskowo-patriotycznego „Piechotiniec”.
W 2014 roku popularny rosyjski zespół metalowy Arija nagrał utwór opowiadający o ataku na twierdzę Osowiec w albumie Czieriez Wsie Wriemiena. Tytuł utworu to Ataka Miertwiecow.
W 2017 roku firma Wargaming.net wyprodukowała 23-minutowy film krótkometrażowy Ataka miertwiecow: Osowiec (pol. Atak umarłych: Osowiec). W 2019 roku szwedzki zespół powermetalowy Sabaton nagrał na ten temat utwór „The Attack of the Dead Men”, który doczekał się licznych coverów, przede wszystkim po rosyjsku.